# Ahmet Tevfik Okday

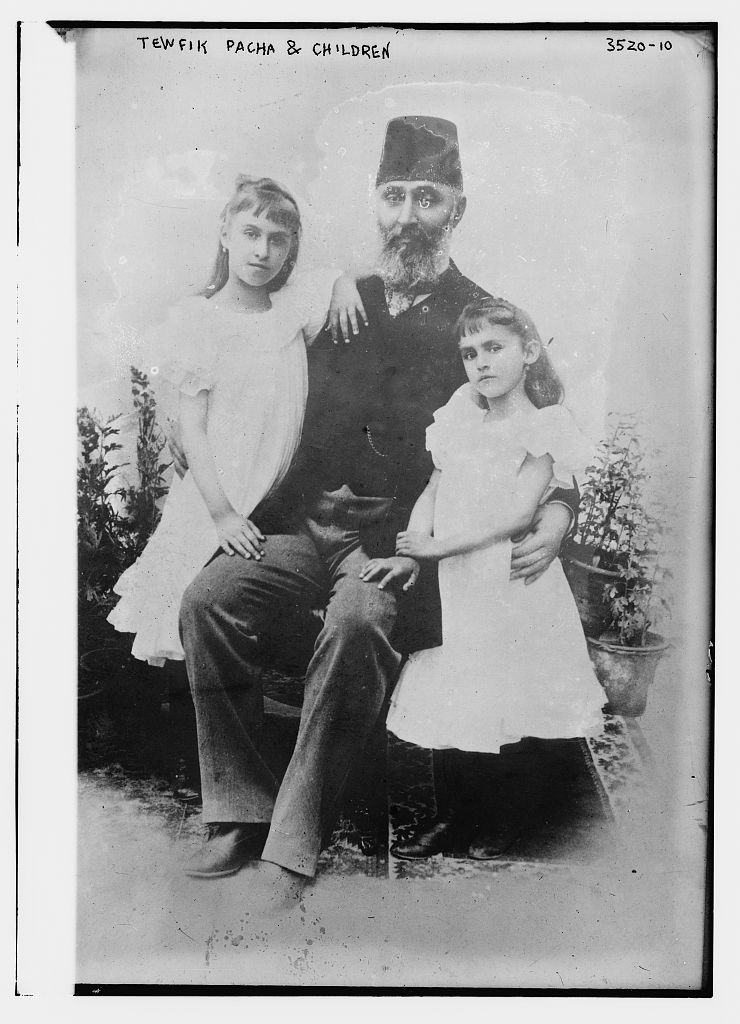
Tevfik Pascha mit seinen Töchtern

Ahmed Tevfik Pascha oder nach dem Erlass des Namensgesetzes Ahmet Tevfik Okday (osmanisch احمد توفیق پاشا; * 11. Februar 1845 in Istanbul; † 8. Oktober 1936 ebenda) war der letzte Großwesir des Osmanischen Reiches.
Sein Vater war der General der Kavallerie İsmail Hakkı Pascha und seine Mutter Gülşinas Banu. Angeblich stammt seine Familie von der krimtatarischen Herrscherdynastie.
Tevfik verließ als Oberleutnant das Militär 1865, um im Übersetzungsbüro der Hohen Pforte zu arbeiten. Während der Jahre 1868 bis 1875 war Tevfik 2. Sekretär in den Botschaften Rom, Wien und Berlin. 1875 stieg er zum 1. Sekretär in Athen auf. Nach 1872 war er Botschafter in Berlin und Athen, später Minister für Handel und öffentliches Bauwesen.
Nach der jungtürkischen Revolution von 1908 war Ahmed Tevfik Abgeordneter im Parlament.
Als der Großwesir Hüseyin Hilmi Pascha nach dem Aufstand vom 31. März zurücktrat, wurde Tevfik zu seinem Nachfolger berufen. Nachdem am 27. April 1909 Sultan Abdülhamid II. abgesetzt wurde, trat Tevfik Pascha zurück und wurde Botschafter in London. Seine zweite Amtszeit als Großwesir dauerte vom 11. November 1918 bis zum 10. März 1919. Im Januar 1919 bildete er eine Regierung, die dem Sultan nahestand. Dies missfiel jedoch der Freiheits- und Einigkeitspartei und er musste sein Amt abgeben.
Während der Pariser Friedenskonferenz von 1919 war Tevfik Pascha der Leiter der osmanischen Delegation. Seine dritte und letzte Amtszeit als Großwesir begann am 21. Oktober 1920. Sie endete am 17. November 1922, da mit der Abschaffung des Sultanats auch das Amt des Großwesirs entfiel.
1934 nahm Tevfik im Zuge der Namensrechtreform in der Türkei Okday als Nachname an. Ahmed Tevfik Pascha starb am 8. Oktober 1936.